# 人倫の形而上学
人倫の形而上学（じんりんのけいじじょうがく、 Die Metaphysik der Sitten ）とは、ドイツの哲学者イマヌエル・カントの哲学体系のうちに構想された、「自然の形而上学」に対比される形而上学の一部門のことである。
「人倫の形而上学」の構想は1760年代には既に現れており、『純粋理性批判』の中でも触れられ、『人倫の形而上学の基礎づけ』や『実践理性批判』などの実践哲学に関する諸著作を経て、晩年になって1797年に公刊された『人倫の形而上学』に結実した。『人倫の形而上学』は『法論』と『徳論』とからなる著作である。

## 『人倫の形而上学』 (Die Metaphysik der Sitten) の概説
人倫の形而上学は、法や権利を扱った法論と道徳や義務を扱う徳論との二つの部門に分けられる。著作としては、まず『法論の形而上学的基礎』（『法論』とよく略される）が先に単独で出版され、続いて『徳論の形而上学的基礎』（同じく『徳論』と略される）が出版された。
カントの道徳理論における『実践理性批判』の倫理、とりわけ自由意志から導かれる定言命法から歩を進めて、カントは徳の義務を法の法則の命法と対置させた。彼は行為の規定に際して意志の純粋さを道徳性 (Moralität) として求める徳の義務を、あくまでも外面的な行為の正しさだけが求められる適法性 (Legalität) としての法の義務から区別した。その区別に際して、徳義務においては自分の行為の動機に対する内面的な強制が、法義務においては行為を律するための外部な強制が、人をその行為へと促す行為の拘束性の基礎になっている。

## 『法論』 (Rechtslehre)
『法論』においては、個人の自由の実践的使用を普遍的な法則に基づいて可能にする法の普遍的原理が展開される。
『法論』は大きく私法と公法とに区分され、私法においては自然状態における人間（自然人）の生得的な権利と法（自然権と自然法、いずれも Naturrecht ）が、公法においては国家状態における法（国家法、国際法、世界市民法）が扱われている。
カントは、全ての人間の自由に対する生得的な権利を要請する。彼の見解によれば、個人の個人的自由の使用を「普遍的な法則に従った全ての人の自由」との調和のうちにもたらすことは権利問題である。
国家法は国家的秩序の設立に役立つが、そこにおいて主権者―それは人民であるが―は全ての国家公民の自由と平等を保障する。自由の法則に従って国家が機能するために不可欠な前提は、権力分立である。
世界市民法は人民の共同的な共生を戦争の防止のために規制する。カントは「あらゆる民族が交流できるある種の普遍的法則に関してあらゆる民族の統合が可能な場合、この権利を世界市民権（ius cosmopoliticum）と呼ぶ」と定義し、「例えまで友好的ではないにせよ、効力をもった相互的関係にありうる地上の全ての民族に例外なく妥当しうる平和的共同体の理性的理念、世界市民法は博愛的ではなく法的原理である。」と主張した。この理論は「永遠平和のために」に引き継がれ、国際連合憲章や世界人権宣言はこの「法論」と次の「徳論」の影響を受けている。

## 『徳論』 (Tugendlehre)
『徳論』は大きく原理論と方法論からなり、さらに原理論は「自分自身に対する義務」に関する部分と「他者に対する義務」に関する部分とに分けられている。さらに、原理論では義務の説明のあとに実際の行為においてどのようにその義務が適用されるのかを問う決疑論が差し挟まれている。
カントは、人間の尊厳の承認としての同胞への尊敬を他の人間に対する徳義務のなかに数えいれる。その義務は、人間を決して「単に手段として」だけでなく、つねに同時に「目的」それ自体としても扱え、と命令する。この人間の尊厳の概念はドイツ連邦共和国憲法第1条や世界人権宣言第23条第3項にも存在する。
自分自身に対する徳の義務は、理念に従ってかつ道徳的目的として、自分自身の人格性の完成に役立つ。それにもかかわらず、この義務は、端的に人倫的な目的である。そうした完成状態への移行は、自己認識の弱さのために全く完全には実現されない。

## 引用
「その行為や行為の格率に関して、各人の選択意志の自由がどの人の自由とも普遍的法則に従って両立しうるようなどの行為も『正しい』(recht)」（『法論』§C）

## 日本語訳
- 吉沢伝三郎、尾田幸雄訳 「人倫の形而上学」-『カント全集』第11巻、理想社, 1969年
- 樽井正義、池尾恭一訳 「人倫の形而上学」-『カント全集』第11巻、岩波書店, 2002年
- 森口美都男、佐藤全弘訳 「人倫の形而上学」-『世界の名著32　カント』中央公論社, 1972年
- 『人倫の形而上学』岩波文庫（全2冊）, 2024年1月-2024年4月

熊野純彦訳「第一部 法論の形而上学的原理」、宮村悠介訳「第二部 徳論の形而上学的原理」